# Media Independent Interface

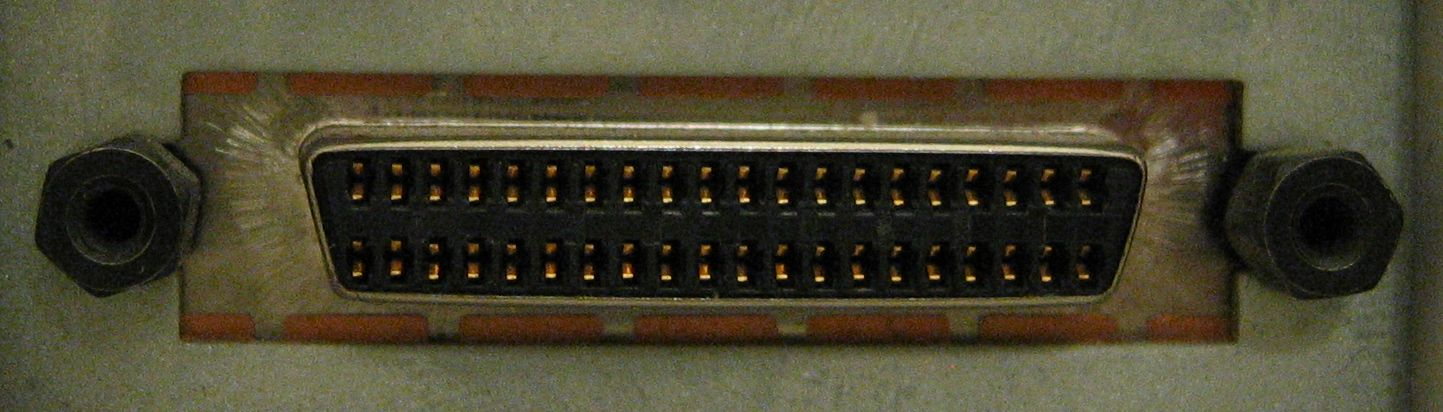
Conector MII numa workstation Sun Ultra 1 Creator

A Media Independent Interface (MII) é uma interface padrão usada para interconectar um controlador de rede MAC Fast Ethernet a um dispositivo PHY. A MII pode conectar-se a um transceptor externo através de um conector (foto) ou simplesmente conectar dois chips no mesmo circuito impresso. Ser "independente de mídia" significa que qualquer um dos diferentes tipos de PHY podem ser usados sem redesenhar ou substituir o hardware MAC. Os equivalentes da MII para outras taxas de transferência são AUI (para Ethernet de 10 megabits), GMII (para Ethernet de 1 gigabit) e XAUI (para Ethernet de 10 gigabits).

## Barramento MII
O barramento MII (padronizado pelo IEEE 802.3u) é um barramento genérico que conecta tipos diferentes de PHYs ao mesmo controlador de rede (MAC). O controlador de rede pode interagir com qualquer PHY usando a mesma interface de hardware, independente da mídia que os PHYs conectados usem. O MII transfere dados usando palavras de 4 bits (nibbles) em cada sentido, a uma freqüência de 25 MHz para obter a taxa de 100 Mbit/s. Num PC, o conector CNR Tipo B transporta os sinais do barramento da interface MII. A Serial Management Interface (SMI) é usada para transferir informações de gerenciamento entre MAC e PHY.

## Registradores
As características-padrão da MII apresentam um pequeno conjunto de registradores:
- Basic Mode Configuration (#0)
- Status Word (#1)
- PHY Identification (#2, #3)
- Ability Advertisement (#4)
- Link Partner Ability (#5)
- Auto Negotiation Expansion (#6)

## Status
A MII Status Word é um conjunto de dados úteis, que podem ser utilizados para detectar se uma NIC Ethernet está conectada a uma rede. Ela contém uma máscara de bits com os seguintes significados:
| Máscara | Descrição                          |
| ------- | ---------------------------------- |
| 0x8000  | Capaz de 100baseT4                 |
| 0x7800  | Capaz de 10/100 HD/FD (mais comum) |
| 0x0040  | Supressão de preâmbulo permitida   |
| 0x0020  | Autonegociação completa            |
| 0x0010  | Falha remota                       |
| 0x0008  | Capaz de Autonegociação            |
| 0x0004  | Vínculo estabelecido               |
| 0x0002  | Jabber detectado                   |
| 0x0001  | Registro estendido MII existe      |